# William Denton
William Denton   (Collinsville, 1 de febrer de 1911 - Washington DC, 8 de març de 1946) va ser un gimnasta artístic estatunidenc que va competir durant la dècada de 1930.
El 1932 va prendre part en els Jocs Olímpics de Los Angeles, on guanyà la medalla de plata en la prova d'anelles del programa de gimnàstica, en quedar rere George Gulack.